# Districtul Tel Aviv
Districtul Tel Aviv (Ebraică: מחוז תל אביב) este unul dintre cele șase districte administrative ale Israelului, având o populație de peste 1,2 milioane de locuitori (99,0% sunt evrei și 1,0% arabi, 0,7% musulmani și 0,3% creștini). Capitala districtului este Tel Aviv, iar zona metropolitană creată de districtul Tel Aviv și cartierele vecine se numește Gush Dan.
Lângă Tel Aviv se află Aeroportul Internațional Ben Gurion.

## Sub-regiuni administrative

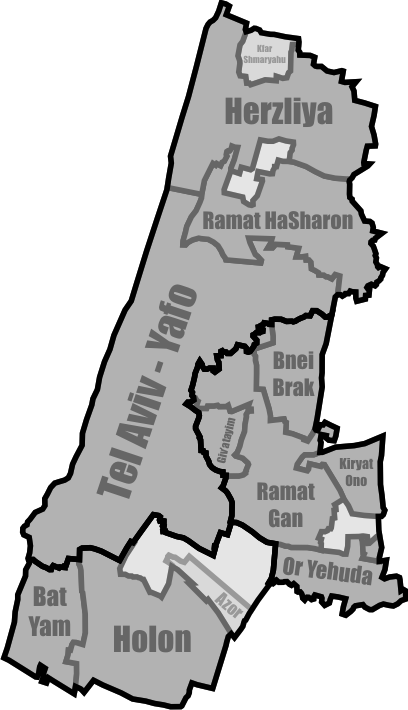
Hartă

| Orașe | Consilii locale         |
| --- | ----------------------- |
| - Tel Aviv - Bat Yam - Bnei Brak - Giv'atayim - Herzliya - Holon - Kiryat Ono - Or Yehuda - Ramat Gan - Ramat HaSharon | - Azor - Kfar Shmaryahu |

## Economie
El Al își are sediul central în apropiere de Aeroportul Ben Gurion.